# Ça Ira
Ça Ira s podtitulem There Is Hope je tříaktová opera britského hudebníka Rogera Waterse, bývalého člena progresivně rockové skupiny Pink Floyd. Původní francouzské libreto napsal Étienne Roda-Gil se svou ženou Nadine, později bylo přeloženo do angličtiny. Opera pojednává o událostech a idejích Velké francouzské revoluce. Album vyšlo v září 2005 (viz 2005 v hudbě).

## Historie
Počátky opery Ça Ira se datují do roku 1987, kdy Étienne Roda-Gil ukázal Watersovi své francouzské libreto. Prvotní verze opery byla dokončena a nahrána koncem roku 1988. Po jejím poslechnutí ji francouzský prezident François Mitterrand chtěl uvést na 200. výročí revoluce v červenci 1989. Operní režiséři však nebyli moc nadšeni, protože Waters je Angličan a navíc hraje v popové skupině. Projekt byl tedy odložen a Roger Waters se k němu vrátil v roce 1995, o něco později přeložil libreto do angličtiny. Studiová verze opery byla na CD vydána v roce 2005. Jako sólisté zde zpívají Bryn Terfel, Huang Ying a Paul Groves.
Malá část opery byla zahrána 1. května 2004 ve Vallettě při příležitosti vstupu Malty do EU. V listopadu 2005 se uskutečnila dvě koncertní představení Ça Iry v Římě. Premiéra opery i s hereckým představením se uskutečnila 25. srpna 2006 v Poznani. Účinkovalo zde přes 500 herců, tanečníků a zpěváků, celá produkce stála přes 2 miliony eur. V následujících letech proběhlo několik dalších vystoupení: 2006 – Kyjev, Poznaň; 2008 – Manaus, Haag; 2010 – Rotterdam; 2013 – São Paulo, Göteborg; 2015 – Nashville.

## Kritika
Opera obdržela dobré recenze, nejvíce jí byla vytýkána její náročná realizace. Hudba je považována za velmi dobrou, místy dokonce brilantní (osvobození otroků, poprava Marie Antoinetty). Watersovi je však vyčítáno, že mohl být víc agresivní: opera je na jeho poměry příliš konvenční.

## Seznam skladeb
Všechny skladby napsal(i) Roger Waters. 
| Akt 1 (Disk 1) | Akt 1 (Disk 1)                          | Akt 1 (Disk 1) |
| Pořadí         | Název                                   | Délka          |
| -------------- | --------------------------------------- | -------------- |
| 1.             | The Gathering Storm                     | 1:38           |
| 2.             | Overture                                | 4:06           |
| 3.             | Scene 1: A Garden in Vienna 1765        | 0:53           |
| 4.             | Madame Antoine, Madame Antoine          | 2:53           |
| 5.             | Scene 2: Kings Sticks and Birds         | 2:41           |
| 6.             | Honest Bird, Simple Bird                | 2:10           |
| 7.             | I Want to Be King                       | 2:37           |
| 8.             | Let Us Break All the Shields            | 1:45           |
| 9.             | Scene 3: The Grievances of the People   | 4:40           |
| 10.            | Scene 4: France in Disarray             | 2:34           |
| 11.            | To Laugh Is to Know How to Live         | 1:44           |
| 12.            | Slavers, Landlords, Bigots at Your Door | 3:36           |
| 13.            | Scene 5: The Fall of the Bastille       | 1:34           |
| 14.            | To Freeze in the Dead of Night          | 2:19           |
| 15.            | So to the Streets in the Pouring Rain   | 4:17           |

| Akt 2 (Disk 1) | Akt 2 (Disk 1)                             | Akt 2 (Disk 1) |
| Pořadí         | Název                                      | Délka          |
| -------------- | ------------------------------------------ | -------------- |
| 16.            | Scene 1: Dances and Marches                | 2:11           |
| 17.            | Now Hear Ye!                               | 2:18           |
| 18.            | Flushed With Wine                          | 4:31           |
| 19.            | Scene 2: The Letter                        | 1:39           |
| 20.            | My Dear Cousin Bourbon of Spain            | 2:48           |
| 21.            | The Ship of State Is All at Sea            | 1:46           |
| 22.            | Scene 3: Silver Sugar and Indigo           | 0:55           |
| 23.            | To The Windward Isles                      | 4:50           |
| 24.            | Scene 4: The Papal Edict                   | 1:17           |
| 25.            | In Paris There's a Rumble Under the Ground | 6:19           |

| Akt 3 (Disk 2) | Akt 3 (Disk 2)                                           | Akt 3 (Disk 2) |
| Pořadí         | Název                                                    | Délka          |
| -------------- | -------------------------------------------------------- | -------------- |
| 1.             | Scene 1: The Fugitive King                               | 2:21           |
| 2.             | But the Marquis of Boulli Has a Trump Card Up His Sleeve | 4:27           |
| 3.             | To Take Your Hat Off                                     | 2:40           |
| 4.             | The Echoes Never Fade from That Fusillade                | 3:15           |
| 5.             | Scene 2: The Commune de Paris                            | 2:43           |
| 6.             | Vive la Commune de Paris                                 | 3:16           |
| 7.             | The National Assembly Is Confused                        | 2:41           |
| 8.             | Scene 3: The Execution of Louis Capet                    | 1:39           |
| 9.             | Adieu Louis for You It's Over                            | 3:45           |
| 10.            | Scene 4: Marie Antoinette – The Last Night on Earth      | 1:39           |
| 11.            | Adieu My Good and Tender Sister                          | 5:09           |
| 12.            | Scene 5: Liberty                                         | 2:51           |
| 13.            | And in the Bushes Where They Survive                     | 6:52           |
| Celková délka: | Celková délka:                                           | 108:29         |